# Caity Lotz
Caity Marie Lotz (San Diego, Kalifornia, 1986. december 30. –) amerikai színésznő. 
Legismertebb alakítása Sara Lance szerepe A zöld íjász és A holnap legendái című sorozatokban.

## Pályafutása
Karrierjét táncosként kezdte, olyan előadók turnéin, mint Lady Gaga és Avril Lavigne, valamint videóklipekben is szerepelt, többek között Lady Gaga számára, a "Paparazzi", és a "LoveGame" címűekben. Több harcművészeti műfajt gyakorol: Muay Thai, Wushu és Tai Kwon Do. 2005-ben csatlakozott a "Soccx" nevű lánybandához. 2006-ban jelentették meg első kislemezüket, a "From Dusk Till Dawn (Get the Party Started)"-et, amit 2007-ben a "Scream Out Loud" című szám követett, ami Németországban a Media Control Charts Top 10-jében szerepelt. Debütáló albumuk, a Hold On, szintén 2007-ben jelent meg, a harmadik kislemez, a "Can't Take My Eyes Off You" pedig 2008-ban.
Első szerepe színészként 2006-ban, a Hajrá csajok: Mindent bele című filmben volt. 2010-ben szerepelt Law & Order: LA című sorozat harmadik epizódjában, továbbá visszatérő szereplő volt az AMC csatorna Mad Men – Reklámőrültek c. sorozat negyedik évadjában, mint Stephanie. 2011-ben Kirsten Landry tisztet, az egyik főszereplőt játszotta az MTV csatorna horror-feketekomédia-mockumentary műfajú Death Valley című sorozatában. Maga csinálja az összes kaszkadőrmutatványát a sorozatban.
2012-ben megkapta Sara Lance, avagy a Fekete Kanári szerepét A zöld íjász (Arrow) című sorozat második évadában. 2014-ben főszerepet kapott "A gép" (The Machine) című filmben. Ugyanezen év májusában visszatért Stephanie szerepéhez a Mad Men hetedik évadában. 2016-ban ismét eljátszotta Sara Lance szerepét a zöld íjász spin-off-jában, "A holnap legendái"-ban (Legends of Tomorrow).

## Filmográfia

### Film
| Év   | Magyar cím                 | Eredeti cím                 | Szerep           | Magyar hang       |
| ---- | -------------------------- | --------------------------- | ---------------- | ----------------- |
| 2006 | Hajrá csajok: Mindent bele | Bring It On: All or Nothing | pomponlány       |                   |
| 2012 | Az egyezség                | The Pact                    | Annie Barlow     | Nemes Takách Kata |
| 2013 | A gép                      | The Machine                 | Ava / a Gép      | Földes Eszter     |
| 2013 | Az év csatája              | Battle of the Year          | Stacy            | Sipos Eszter Anna |
| 2013 |                            | Live at the Foxes Den       | Susan Hudson     |                   |
| 2014 | Az egyezség 2.             | The Pact 2                  | Annie Barlow     |                   |
| 2015 | 400 nap                    | 400 Days                    | Dr. Emily McTier | Csondor Kata      |
| 2017 |                            | Small Town Crime            | Heidi            |                   |

Rövidfilmek
- 2012: Cold & Ugly – Tanya Pavelovna
- 2013: Out of the Blue – Dominique
- 2015: Missed Call – Kirsten
- 2018: Year One – Tess
- 2020: Twin Turbo – nem szerepel (filmrendező, forgatókönyvíró és producer)

### Televízió
| Év         | Magyar cím                     | Eredeti cím         | Szerep                    | Megjegyzések                                                        |
| ---------- | ------------------------------ | ------------------- | ------------------------- | ------------------------------------------------------------------- |
| 2004–2005  |                                | Dance 360           | önmaga                    | versenyző                                                           |
| 2010       | Esküdt ellenségek: Los Angeles | Law & Order: LA     | Amy Reynolds              | 1 epizód                                                            |
| 2010–2015  | Mad Men – Reklámőrültek        | Mad Men             | Stephanie Horton          | 5 epizód                                                            |
| 2011       |                                | Death Valley        | Kirsten Landry rendőr     | főszereplő                                                          |
| 2012       |                                | NTSF:SD:SUV::       | Mary                      | 1 epizód                                                            |
| 2013–2020  | A zöld íjász                   | Arrow               | Sara Lance / Fehér Kanári | 38 epizód                                                           |
| 2014       |                                | Stalker             | Melissa Barnes            | 1 epizód                                                            |
| 2016       | Robotcsirke                    | Robot Chicken       | Tuff Luck (hangja)        | 1 epizód                                                            |
| 2016–2022  | A holnap legendái              | Legends of Tomorrow | Sara Lance / Fehér Kanári | - 109 epizód - rendező (3 epizód) - magyar hangja Nemes Takách Kata |
| 2016–2022  | Flash – A Villám               | The Flash           | Sara Lance / Fehér Kanári | - vendégszereplő (3 epizód) - rendező (1 epizód)                    |
| 2017, 2019 | Supergirl                      | Supergirl           | Sara Lance / Fehér Kanári | vendégszereplő (2 epizód)                                           |
| 2019       | Batwoman                       | Batwoman            | Sara Lance / Fehér Kanári | 1 epizód                                                            |

## Díjak és jelölések
| Év   | Díj                              | Kategória            | Munka | Eredmény |
| ---- | -------------------------------- | -------------------- | ----- | -------- |
| 2013 | British Independent Film Awards  | Legígéretesebb újonc | A gép | Jelölve  |
| 2013 | Toronto After Dark Film Festival | Legjobb színésznő    | A gép | Elnyerte |